# Esa Jussila
Esa Jussila (* 11. November 1979) ist ein finnischer Unihockeytrainer, welcher die Herrenmannschaft des UHC Alligator Malans trainiert und zudem die Schweizer Unihockeynationalmannschaft als Assistenztrainer unterstützt.

## Karriere

### Als Spieler
Jussila spielte einen Grossteil seiner Karriere bei Josba, einem Verein aus dem finnischen Joensuu. Für Josba spielte er sieben Saisons in der ersten Mannschaft. Anschliessend wechselte er zu den Espoo Oilers. Nach nur einer Saison wechselte Jussila 2004 zum UHC Alligator Malans. Mit Alligator Malans wurde er in der Saison 2005/06 Schweizer Meister. Nach Ablauf der Saison 2010/11 wechselte Jussila zum Rekordmeister SV Wiler-Ersigen. In der ersten Saison konnte er mit dem SVWE die Schweizer Unihockeymeisterschaft 2011/12 gewinnen. In der Folgesaison scheiterte er mit Wiler-Ersigen im Final gegen seinen ehemaligen Verein UHC Alligator Malans. Eine Verletzung verhinderte eine Rückkehr als Spieler, daher übernahm er zusammen mit Thomas von Känel nach der Entlassung des finnischen Trainers Heikki Luukkonen den SVWE.

### Als Trainer

#### Schweizer Unihockeynationalmannschaft
Im Sommer 2013, nach Ende seines Engagements bei Wiler-Ersigen, verkündete der Schweizerische Unihockeyverband swiss unihockey, dass Esa Jussila als zusätzlicher Assistenztrainer für die Schweizer Unihockeynationalmannschaft engagiert wird. Dieses Engagement führte er trotz Umzug nach Finnland weiter.

#### UHC Alligator Malans
Nach der Freistellung Daniel Hahne's bei Alligator Malans kamen erste Gerüchte auf, dass Jussila neuer Trainer der Bündner wird. Am 15. Dezember 2015 bestätigte der Verein, dass der ehemalige Spieler neuer Trainer der Malanser werden wird. Er trat sein Amt am 2. Januar 2016 an. Er erhielt einen Kontrakt bis zum Ende der Saison 2017/18. Ein Jahr später, am 21. Februar 2017, wurde publik, dass der Finne Alligator bereits nach Abschluss der Saison 2016/17 verlassen wird. Seine Rückkehr in sein Geburtsland Finnland hat er mit privaten Gründen erklärt.

## Privat
Esa Jussila ist verheiratet.